# Geoplaninae
Geoplaninae ist eine Unterfamilie der Landplanarien, die in der Neotropis endemisch ist.

## Merkmale
Die Unterfamilie Geoplaninae wurde im Jahr 1990 von Robert E. Ogren und Masaharu Kawakatsu erstbeschrieben. Hier wurden Landplanarien eingeordnet, die eine breite Kriechsohle, eine Mundöffnung in der zweiten Körperhälfte, rückenseitige Testikel, eine gut entwickelte Längsmuskulatur unter dem Epithel, aber keine oder kaum entwickelte Muskulatur im Bereich des Parenchyms aufweisen. Keines dieser Merkmale kann als Synapomorphie der Unterfamilie angesehen werden, phylogenetische Untersuchungen zeigten jedoch, dass Geoplaninae eine monophyletische Gruppe ist.

## Gattungen
28 Gattungen werden der Unterfamilie Geoplaninae zugeordnet:
- Amaga Ogren & Kawakatsu, 1990
- Barreirana Ogren & Kawakatsu, 1990
- Bogga Grau & Sluys, 2012
- Cephaloflexa Carbayo & Leal-Zanchet, 2003
- Choeradoplana von Graff, 1896
- Cratera Carbayo et al., 2013
- Difroehlichia Leal-Zanchet & Marques, 2018[6]
- Geobia Diesing, 1861
- Geoplana Stimpson, 1857
- Gigantea Ogren & Kawakatsu, 1990
- Gusana E. M. Froehlich, 1978
- Imbira Carbayo et al., 2013
- Inakayalia Negrete, Álvarez-Presas, Riutort & Brusa, 2020[7]
- Issoca C. G. Froehlich, 1955
- Liana E. M. Froehlich, 1978
- Luteostriata Carbayo, 2010
- Matuxia Carbayo et al., 2013
- Notogynaphallia Ogren & Kawakatsu, 1990
- Obama Carbayo et al., 2013
- Paraba Carbayo et al., 2013
- Pasipha Ogren & Kawakatsu, 1990
- Pichidamas Bulnes, Grau & Carbayo, 2018[8]
- Polycladus Blanchard, 1845
- Pseudogeoplana Ogren & Kawakatsu, 1990
- Supramontana Carbayo & Leal-Zanchet, 2003
- Wallmapuplana Negrete, Álvarez-Presas, Riutort & Brusa, 2020[7]
- Winsoria Negrete et al., 2019[9]
- Xerapoa C. G. Froehlich, 1955